# Gastrotheca psychrophila
Gastrotheca psychrophila és una espècie de granota de la família Amphignathodontidae. És endèmica de l'Equador. El seu hàbitat natural se centra en zones d'arbustos a gran altitud. Està amenaçada d'extinció per la pèrdua del seu hàbitat natural.